# Королева Темпл-стрит
«Королева Темпл-стрит» (иер. трад. 廟街皇后, кант.-рус.: Мяо цзе хуан хоу, англ. Queen of Temple Street) — гонконгская драма 1990 года, режиссёр Лоуренс Амон. Главные роли исполнили Сильвия Чан, Тереза Ха, Джозефина Ку и Кван Хой-Шань.
На 10-й Гонконгской кинопремии фильм был представлен в 5 номинациях, в 3 из которых одержал победу. Рейн Лау на 27-й премии «Золотая лошадь» была номинирована в категории «Лучшая женская роль второго плана».
В Гонконге он имеет рейтинг III категории

## Сюжет
Сильвия Чан и играет роль «Мамки», которая зарабатывает на жизнь сутенёрством. У неё есть непокорная дочь Янь (Рейн Лау), с которой складываются напряжённые отношения. Во время очередной ссоры Янь убегает из дома и становится проституткой. Героиня Сильвии остаётся только наблюдать, как её дочь идёт по тому же извилистому пути, что и она когда-то.

## В ролях
- Сильвия Чан — Большая Сестра Вах
- Тереза Ха[англ.] — Пожилая женщина
- Джозефина Ку[англ.] — Венера
- Кван Хой-Шань[англ.] — Люк
- Элис Лау — Ласточка
- Рейн Лау — Янь
- Лоу Кун-Лан — Уличная проститутка
- Ло Ле — Элвис
- Юэнь Кинг-Тан — Конфетка

## Награды и номинации
| Награды                           | Награды                           | Награды              | Награды   |
| Кинопремия                        | Категория                         | Лауреат / претендент | Результат |
| --------------------------------- | --------------------------------- | -------------------- | --------- |
| 10-я Гонконгская кинопремия       | Лучший сценарий                   | Чан Ман-Кеунг        | Победа    |
| 10-я Гонконгская кинопремия       | Лучшая женская роль               | Сильвия Чан          | Номинация |
| 10-я Гонконгская кинопремия       | Лучшая женская роль второго плана | Рейн Лау             | Победа    |
| 10-я Гонконгская кинопремия       | Лучший новый актёр                | Рейн Лау             | Победа    |
| 10-я Гонконгская кинопремия       | Лучшая музыка                     | Татс Лау             | Номинация |
| 27-й кинофестиваль Золотая лошадь | Лучшая женская роль второго плана | Рейн Лау             | Номинация |